# Vandoren

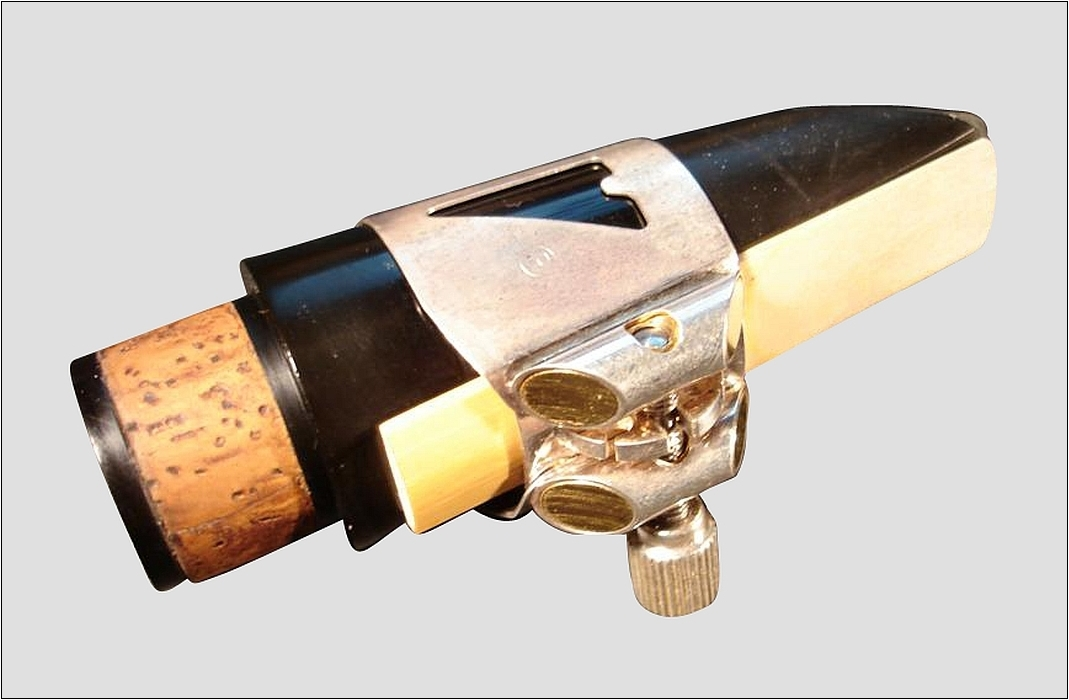
Lengüeta Vandoren en una boquilla de clarinete Selmer.

Vandoren es una empresa francesa fundada en 1905 que se dedica a la fabricación de lengüetas, boquillas y demás componentes de instrumentos de la familia de la madera.

## Historia
Eugène Van Doren (1873-1940) tocaba el requinto en la Ópera de París en una época en la que los instrumentistas de viento fabricaban sus propias cañas. Eugène pronto llamó la atención de sus compañeros de profesión cuando estos comprobaron la calidad de las cañas que estaba fabricando. Al comprobar lo laborioso que resultaba la fabricación de estas cañas, se dedicó a diseñar y fabricar una máquina accionada a pedal. Gracias a esta máquina pudo fabricar más cañas y dar a conocer sus creaciones, adquiriendo fama entre instrumentistas y pasando de fabricar sus propias cañas en el comedor de su domicilio en la Calle André del Sarte a dejar de lado su carrera como músico y fundar una fábrica de cañas en el número 51 de la Calle Lepic en el año 1905, año de nacimiento de su hijo Robert. Robert Van Doren estudia clarinete y obtiene un premio del Conservatorio de París, y en el año 1928 viaja a Estados Unidos para realizar una gira en la que llegará a ser solista en Radio City, la famosa estación de radio de la ciudad de Nueva York.Robert deja huella en Estados Unidos de la calidad de las cañas fabricadas por su padre y más tarde decide dejar de lado su carrera musical para dedicarse a la fabricación de cañas al igual que hizo anteriormente su padre. En el año 1935 compra un solar en el número 56 de la Calle Lepic, donde actualmente se encuentra el edificio de la sociedad Vandoren. Además de comprar el solar de la Calle Lepic, Robert Van Doren comercializa la famosa boquilla 5RV, que tuvo gran éxito entre los músicos profesionales. En el año 1967 llega la tercera generación Van Doren con Bernard Van Doren quien impulsó una nueva generación de boquillas que tomaban como modelo la boquilla B45.Bernard Van Doren también desarrolló numerosa maquinaria con la que consiguió multiplicar la producción.
Actualmente los productos Vandoren gozan de un gran prestigio en el mundo de la música por ser productos de una gran calidad. En sus locales de París,  acoge a músicos de todas las nacionalidades en sus numerosas instalaciones entre las que cabe destacar cabinas de prueba o un espacio donde se pueden encontrar partituras especializadas.

## Boquillas

### Boquillas para clarinete
Vandoren fabrica boquillas para clarinete y saxofón a partir de una pieza de Ebonita, un material obtenido del caucho, para después conseguir la forma exterior deseada utilizando un torno automático. Después de este paso se pule cada pieza y comienza el pre-tablaje,que es el proceso mediante el cual cada boquilla va a ser dividida en diferentes familias. El tablaje definitivo se realiza con herramientas de diamante para que después cada boquilla se termine a mano y pueda ser verificada por músicos profesionales antes de dar el visto bueno al producto. Entre las boquillas diseñadas para Clarinete si bemol destacan los modelos B45 y 5RV para música sinfónica y de cámara, y el modelo 5JB para música jazz. También hay modelos especiales como los B40 para clarinete en mi bemol, clarinete bajo y clarinete alto, y los modelos VD4 y VA5 (clarinete alemán y clarinete austríaco, respectivamente).

### Boquillas para saxofón
El proceso de fabricación de boquillas es igual tanto para clarinete como para saxofón, pero la diferencia se encuentra en la variedad de cámaras diseñadas para las boquillas de saxofón que tienen como objetivo conseguir una gran gama de coloridad sonora que va desde el jazz a la música clásica. Entre los modelos a destacar esta el modelo A35  para saxofón alto por su versatilidad o los modelos  para música clásica o y jazz respectivamente.

## Abrazaderas
Otros de los productos más comercializados por Vandoren son las abrazaderas.Podemos encontrar hasta cuatro tipos de modelos de abrazaderas para clarinete y saxofón.En primer lugar encontramos las clásicas , caracterizadas por su sonido redondo y clásico. También encontramos abrazaderas Optimum, con cierre rápido y simétrico,abrazaderas M/O, ligeras y de fácil colocación, y por último las abrazaderas Klassik, caracterizadas por su sonido centrado.

## Lengüetas
La familia Van Doren cultiva, desde hace ya tres generaciones, en la región del Var(Francia) una variedad de caña cuyo nombre es Arundo donax y que es conocida por los provenzales como "caña musical".Es cortada con cizalla y cosechada manualmente en Luna menguante, manteniendo la tradición de los antiguos carpinteros. Después la caña se deshoja y se corta en varas de 1,80 metros que se secan al sol hasta que adquieren un color dorado. Más tarde estas varas son llevadas a unos almacenes especialmente acondicionados para que se sequen durante dos años. Cuando las cañas se han secado comienza un largo y cuidadoso proceso de fabricación (enlace roto disponible en Internet Archive; véase el historial, la primera versión y la última). que termina con una inspección del producto por parte de artesanos cualificados, antes de que este sea colocado en su protector y embalado en flow pack.

### Lengüetas de clarinete

#### Cañas tradicionales
Este modelo de cañas es el más utilizado por músicos profesionales. Poseen una excelente respuesta en todos los registros y permiten un ataque pianissimo en notas sobreagudas. Su flexibilidad permite la ejecución de grandes intervalos en legato y estacato y su sonido es brillante y con cuerpo gracias su gran riqueza de timbre.

#### Lengüetas V.12
Son talladas a partir de cañas del mismo diámetro que las que son utilizadas para la fabricación de cañas para saxofón. Las cañas V.12 son más gruesas en ambos extremos(0.10mm en la punta y 3.15mm en el talón).

#### Lengüetas 56 Rue Lepic
Es el último modelo de cañas diseñado por Vandoren y recibe el nombre del "hogar" Vandoren. Está diseñada a partir de un tubo de caña más grueso y posee un talon semejante al de las cañas alemanas. La caña 56 Rue Lepic proporciona un sonido rico, centrado y muy puro. Posee una rápida respuesta en todos los registros lo que asegura la máxima precisión incluso en los pasajes más difíciles. El grosor de su punta es de 0,11mm y el de su talón de 3,25mm.

### Lengüetas para saxofón

#### Lengüetas tradicionales
Este modelo de cañas poseen un sonido muy puro producido en gran medida por el diseño de su punta fina, equilibrada por una columna vertebral muy sólida. Es la caña favorita de saxofonistas clásicos de todo el mundo.

#### Lengüetas V.12
Este modelo es una adaptación realizada por Vandoren debido al éxito y a la calidad del modelo V.12 para clarinete. Estas cañas proporcionan una emisión muy precisa, un timbre homogéneo independientemente del registro,y un sonido cálido y aterciopelado con unos agudos controlados.

#### Lengüetas Java
Modelo de cañas diseñado para música jazz y variedades por Vandoren en el año 1983. Su diseño, con un extremo más grueso que las cañas tradicionales y una paleta más larga con elasticidad máxima, proporcionan al músico una mayor flexibilidad de interpretación.

#### Cañas V.16
Las cañas V.16 fueron lanzadas al mercado en 1993 como respuesta a algunos músicos norteamericanos de jazz que demandaban una caña Java con mucha más madera. El sonido de estas cañas es brillante, contundente y bien adaptado a los nuevos estilos musicales.

#### Lengüetas ZZ
Estas cañas ofrecen una gran facilidad en términos de emisión y un timbre brillante con buena resonancia. Su característica de soplo fácil ha creado numerosos adeptos a este modelo de caña.

## Accesorios
Vandoren también ha puesto y pone a disposición de sus clientes una amplia gama de accesorios para clarinete y saxofón. Entre estos accesorios destacan portacañas, retocadores de cañas, secador de micro-fibra para clarinete o protegeboquillas.

## Famosos intérpretes que utilizan o utilizaron productos Vandoren
- Paquito D'Rivera
- Michel Portal
- Sidney Bechet
- Marcel Mule
- Stan Getz
- Phil Woods
- Jose Pablo Ayala Padilla